# Gino Starace

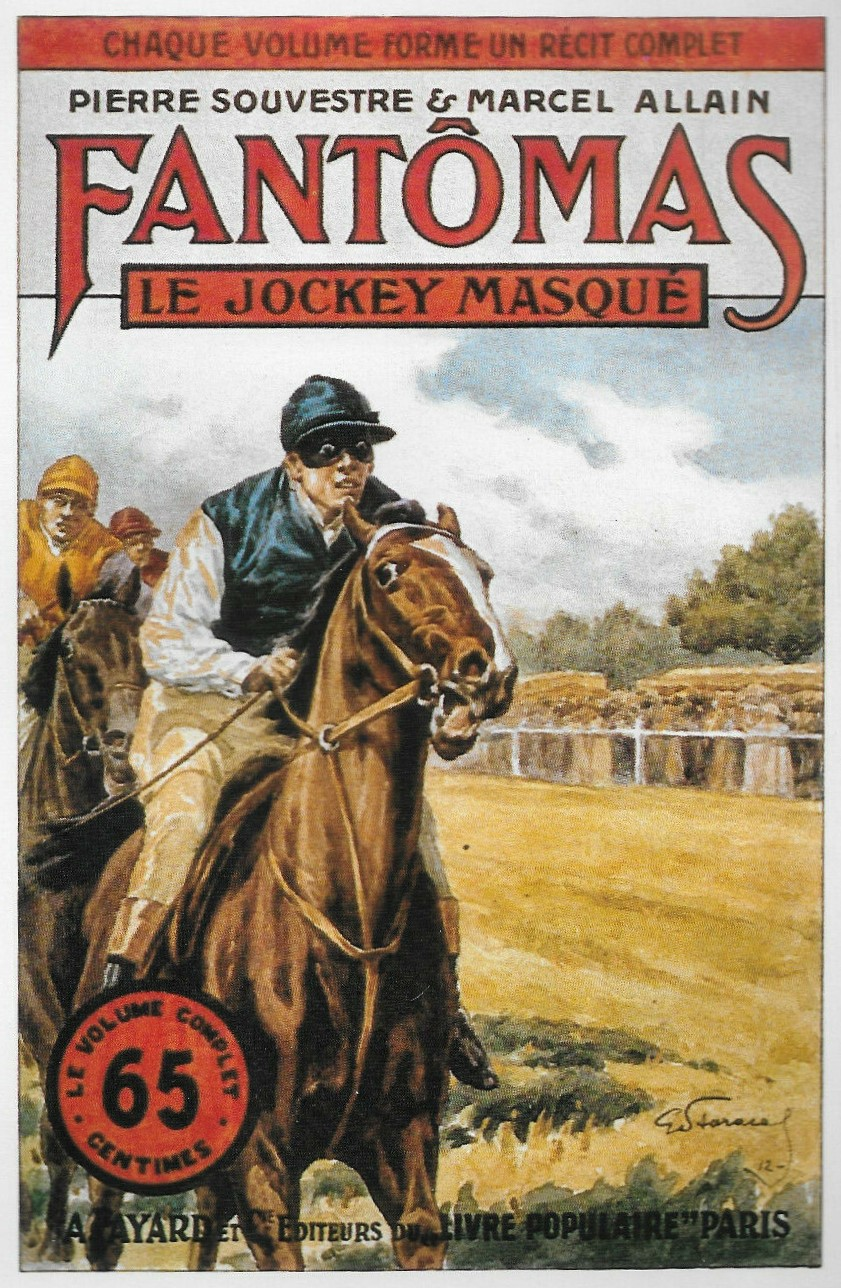
Illustrazione di Fantomas

Gioacchino Starace (Milano, 16 marzo 1859 – Parigi, 9 dicembre 1950) è stato un pittore e illustratore italiano.

## La vita
Nato a Milano, Starace si trasferì giovane a Parigi dove cominciò la sua carriera di disegnatore e illustratore di romanzo feuilleton.
L'artista continuò a lavorare fino alla sua morte, a Parigi, nel 1950.

## Le opere maggiori
Tra le opere illustrate da Starace vanno ricordate:
- Fantômas di Marcel Allain
- Rocambole di Ponson du Terrail